# Pelidnota semiaurata
Pelidnota semiaurata är en skalbaggsart som beskrevs av Hermann Burmeister 1844. Pelidnota semiaurata ingår i släktet Pelidnota och familjen Rutelidae. Inga underarter finns listade i Catalogue of Life.